# Giuseppe Garibaldi (1936)
Pour les autres navires du même nom, voir Giuseppe Garibaldi (navire).
Le Giuseppe Garibaldi était un croiseur léger de classe Duca degli Abruzzi ayant servi dans la Regia Marina pendant la Seconde Guerre mondiale. Il survit à la guerre et poursuit sa carrière dans la Marina militare jusqu'en 1971.
Construit par Stabilimento Tecnico Triestino au Cantieri Riuniti dell'Adriatico de Trieste, sa quille est posée le 28 décembre 1933, il est lancé le 21 avril 1936 et mis en service le 20 décembre 1937. Le navire est nommé en l'honneur de Giuseppe Garibaldi, général italien du XIXe siècle. Il est le troisième navire à porter ce nom.
Désarmé en 1953, le Giuseppe Garibaldi est converti entre 1957 et 1961 au chantier naval de La Spezia en croiseur lance-missiles. Il est démoli en 1972.

## Service pendant la Seconde Guerre mondiale

### 1940
Le 9 juillet, le Giuseppe Garibaldi et son sister-ship Luigi di Savoia tirent les premiers coups de canons de la bataille de Calabre. À 15 h 22, un obus de 6 pouces du Giuseppe Garibaldi touche le HMS Neptune et détruit la rampe permettant le lancement des avions de reconnaissances.

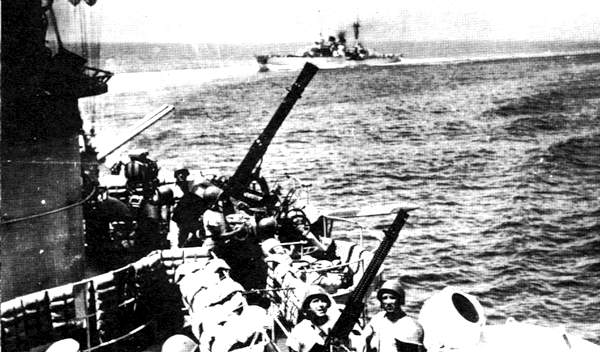
Le Garibaldi au fond. Au premier plan, des canonniers du Duca degli Abruzzi en exercice.

Début septembre, le Giuseppe Garibaldi fait partie de la Division qui intervient au cours de l'opération Hats, un convoi de ravitaillement à destination de l'Égypte, en raison de la présence de l'Ark Royal qui lance deux raids sur Cagliari en diversion à la traversée du convoi. Le 29 septembre, il participe avec la Division à l'opération MB 5, opération de convoyage britannique pour renforcer la garnison de Malte. Il est présent lors de la bataille de Tarente dans la nuit du 11 au 12 novembre sans être endommagé.

### 1941
Le 27 mars, il participe à la bataille du cap Matapan. Le navire est alors commandé par le capitano di vascello  (en). Le 8 mai, il fait partie du convoi Tiger. Le 28 juillet, le croiseur est torpillé et endommagé par le sous-marin britannique HMS Upholder.

### 1942
Le 3 janvier, il escorte le convoi M 43. Le 7 mars, le Giuseppe Garibaldi participe à l'opération 5 V, opération de convoyage à destination de la Libye italienne en compagnie du Eugenio di Savoia. Le 14 juin, il prend part à l'opération Vigorous, une opération de la Royal Navy visant à ravitailler l'île de Malte.
Il est interné par les Alliés après l'Armistice italien puis sert dans l'Atlantique Sud, opérant contre des corsaires allemands.

## Conversion en croiseur lance-missiles

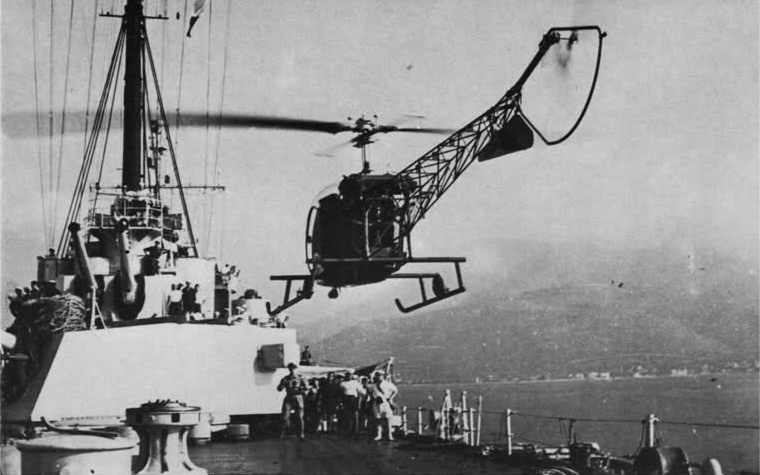
Hélicoptère Bell 47 en appontage sur le Garibaldi dans le golfe de Gaète, en juillet 1953.

Après la guerre, la Marina militare le récupère au cours duquel il est modernisé au niveau de l'armement et des radars. Désarmé en 1953, il est reconstruit en tant que croiseur lance-missiles.
Le nouveau navire est reconstruit au chantier naval de La Spezia. Ses travaux dureront quatre ans (de 1957 à 1961), et il deviendra navire amiral de la Marine italienne.
La reconstruction comprenait une révision complète de la superstructure, tandis que la coque gardait ses dimensions d'origine. Le navire est réarmé de quatre silos pour équiper des missiles balistiques Polaris. Un accord est conclu avec les États-Unis pour équiper le navire de ces missiles en vertu du traité de Multilateral Nuclear Force (MNF) de l'OTAN. Des tests sont réalisés à partir du Garibaldi.
Cependant, le traité sur la non-prolifération des armes nucléaires, qui est destiné à limiter le nombre de pays détenteurs de l'arme nucléaire et qui est signé en 1968 par les États-Unis et l'Union soviétique, change cette donne. L'Union Soviétique a posé comme condition à sa signature que l'accord MNF de l'OTAN soit abrogé. L'Italie, la Suisse, la Yougoslavie et la Roumanie en Europe ne le signent toutefois pas immédiatement. L'Italie, qui ne peut plus disposer de missiles Polaris, décide en 1971 de poursuivre un programme d'arme nucléaire indépendant. Celui-ci est géré par la Marine de guerre italienne. Officiellement il s'agit d'un programme de recherche technologique sur la propulsion spatiale utilisant du propergol solide à des fins civiles et militaires mais l'objectif réel est de disposer de missiles destinés à être tirés depuis des sous-marins ou des navires de guerre. Trois missiles Alfa sont tirés avec succès entre octobre 1975 et avril 1976 depuis le polygone de tir de Salto di Quirra en Sardaigne avec un second étage inerte. Mais sous la pression des États-Unis, l'Italie décide de signer le 2 mai 1975 le traité de non-prolifération. Le programme italien est donc arrêté.
Le système de propulsion reste inchangé. L'armement a été radicalement modifié : il est équipé d'une rampe double d’engins RIM-2 Terrier, devenant le premier croiseur lance-missiles en Europe. L'artillerie précédente a été remplacée par quatre canons 135/45 mm en deux tourelles doubles et huit canons 76mm/L62 Allargato (en). Plusieurs radars ainsi qu'un système de lutte contre l'incendie est ajouté.
Il est désarmé en 1971 et démoli l'année suivante.